# Михаэли, Мейрав
Мейрав Михаэли (ивр. מרב מיכאלי‎, род. 24 ноября 1966, Петах-Тиква) — израильская журналистка, политический и государственный деятель. Лидер партии «Авода» с 2021 года. Действующий министр транспорта в 36-м правительстве Израиля с 13 июня 2021 года. Депутат кнессета с 2013 года (19-24 созывов).

## Биография
Родилась 24 ноября 1966 года в городе Петах-Тиква. Внучка Рудольфа Кастнера.
С 1991 года работала автором, редактором и продюсером теле- и радиопередач. С 2001 года преподавала в Колледже менеджмента (המכללה למינהל‎), колледже Ораним, в Школе журналистики «Котерет» при Тель-Авивском университете, в колледже имени Сапира. Являлась постоянным автором газеты «Гаарец» и НКО Women's Media Center.
По результатам парламентских выборов 2013 года избрана депутатом кнессета от партии «Авода». На выборах 2015 года переизбрана от альянса «Сионистский лагерь». 1 августа 2019 года сменила в кнессете Став Шафир, избранную на выборах в апреле 2019 года от партии «Авода», после её ухода из партии, переизбрана на выборах в сентябре 2019 года от блока «Авода-Гешер», на выборах 2020 года — от партии «Авода».
В 2015—2019 годах — председатель фракции «Сионистский лагерь во главе с Ицхаком Герцогом и Ципи Ливни».
24 января 2021 года на праймериз избрана лидером партии «Авода», получив 77 % голосов участвовавших в голосовании (участвовало 9651 человек).
13 июня 2021 года получила портфель министра транспорта.
9 августа 2022 года переизбрана на пост лидера партии Труда.